# Свердловський масив (Вінниця)
Свердловський масив — частина міста Вінниці. Назва пішла від колишньої назви вулиці Князів Коріатовичів — Свердлова.
Знаходиться в низ по течії на правому березі Південного Бугу.
Сюди проходить тролейбусна лінія, де рухаються, зокрема маршрути № 9, 11.
Тут знаходиться військовий шпиталь. Школа № 16
Центральні артерії — вулиці Князів Коріатовичів, Скалецького, Матроса Кошки